# パレス (小惑星)
パレス (49 Pales) は大きいが暗いメインベルト小惑星帯の小惑星。
ヘルマン・ゴルトシュミットが1857年7月19日に発見し、ローマ神話の牧畜の女神パレースにちなんで名づけられた。